# 蔚振忠
蔚振忠（1945年2月—），男，河南虞城人，中华人民共和国政治人物，曾任甘肃省公安厅厅长、党委书记，甘肃省政协副主席。